# 玛格丽特·凯利-霍曼
玛格丽特·凯利-霍曼（英語：Margaret Kelly-Hohmann，1956年9月22日—），英国女子游泳运动员。她曾代表英国参加1976年、1980年和1988年夏季奥林匹克运动会游泳比赛，其中1980年奥运会获得一枚银牌。